# Parachromis
Parachromis ist eine in Südmexiko und Mittelamerika vorkommende Gattung der Buntbarsche (Cichlidae). Das Verbreitungsgebiet reicht vom Einzugsgebiet des Río Usumacinta in Südmexiko bis Westpanama. Im Spanischen werden die Arten der Gattung als „Guapotes“ („gut aussehend“) bezeichnet.

## Merkmale

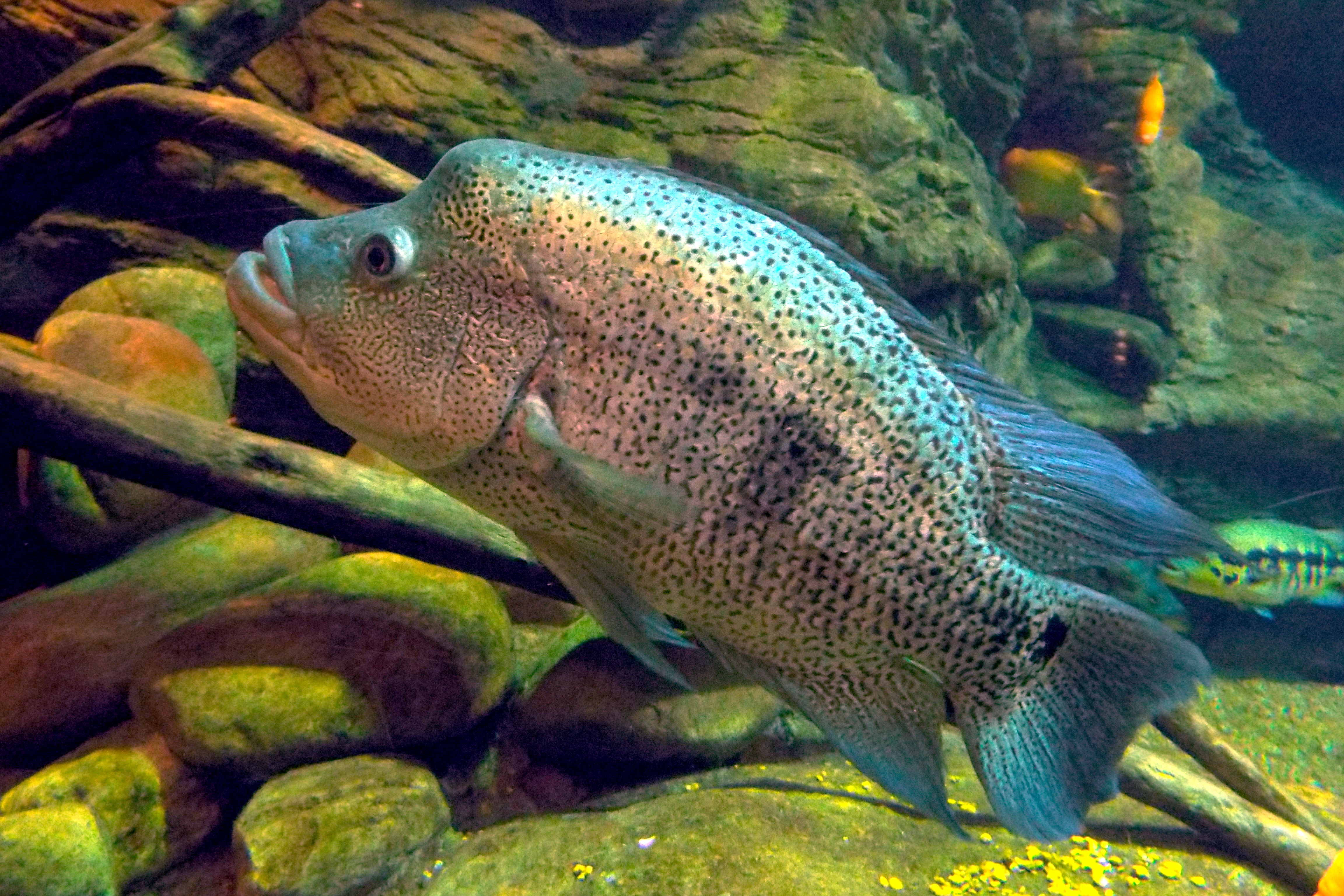
Parachromis dovii

Parachromis-Arten sind kräftige Großcichliden, können 30 bis knapp über 70 cm lang werden und haben einen seitlich nur wenig abgeplatteten Körper, einen kurzen Schwanzstiel und eine konkave Stirn. Das große Maul der vor allem fischfressenden (piscivoren) Buntbarsche ist weit vorstülpbar, die Lippen sind gut entwickelt und der Unterkiefer steht vor. Die Kieferzähne der äußeren Reihe sind groß und gebogen. Im Oberkiefer ist das mittlere (vorn auf der Symphyse liegende) Zahnpaar vergrößert, im Unterkiefer ist es verkürzt, die daneben liegenden ein oder zwei Zahnpaare aber verlängert. Bei geschlossenem Maul liegen die langen Oberkieferzähne zwischen den Unterkieferzähnen. Die oberen Pharyngealzähne sind seitlich abgeflacht, lang und nach hinten gebogen, die größeren haben eine zweite Spitze. Die ähnlich geformten unteren Pharyngealzähne sind kleiner. Die weichstrahligen Abschnitte von Rücken- und Afterflosse sind beschuppt. Auf den Körperseiten zählt man in einer mittleren Längsreihe 30 bis 35 Schuppen. Auf den „Wangen“ befinden sich sieben bis zehn Schuppenreihen. Männchen können im Alter einen Stirnbuckel entwickeln. Ein charakteristisches zeichnerisches Merkmal der Parachromis-Arten ist ein mehrfach unterbrochenes Längsband zwischen Auge und Schwanzflossenbasis.

## Arten
Es gibt fünf Arten:
- Parachromis dovii (Günther, 1864)

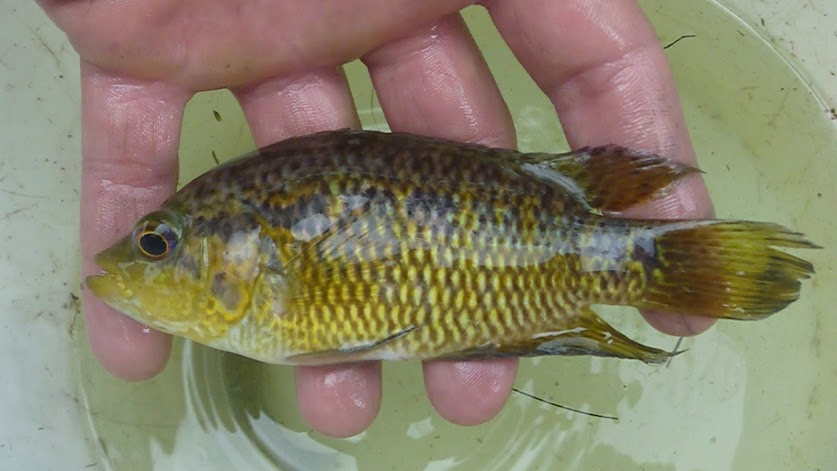
Parachromis friedrichsthalii

- Parachromis friedrichsthalii (Heckel, 1840) (Syn.: Parachromis loisellei (Bussing, 1989))[1]
- Parachromis managuensis (Günther, 1867)
- Parachromis multifasciatus (Regan, 1905)[1]
- Parachromis motaguensis (Günther, 1867)

## Belege
1. 1 2  Morgenstern, R. (2018): Fishes collected by Emanuel Ritter von Friedrichsthal in Central America between 1838–1841. Vertebrate Zoology, 68 (3): 253–267. Seite 257 u. 263.